# 8974 Gregaria
8974 Leucura eller 3357 T-2 är en asteroid i huvudbältet som upptäcktes den 25 september 1973 av den nederländsk-amerikanske astronomen Tom Gehrels och det nederländska astronomparet Ingrid van Houten-Groeneveld och Cornelis Johannes van Houten vid Palomarobservatoriet. Den är uppkallad efter fågeln Stäppvipa.
Asteroiden har en diameter på ungefär 3 kilometer.